# Astragalus coodei
Astragalus coodei är en ärtväxtart som beskrevs av Chamberlain och Victoria Ann Matthews. Astragalus coodei ingår i släktet vedlar, och familjen ärtväxter. Inga underarter finns listade i Catalogue of Life.